# Housséville
Housséville település Franciaországban, Meurthe-et-Moselle megyében. Lakosainak száma 131 fő (2022. január 1.). Housséville Diarville, Forcelles-sous-Gugney, Praye, Saint-Firmin és Saxon-Sion községekkel határos.

## Népesség
A település népességének változása:
| Lakosok száma | 186  | 161  | 146  | 163  | 175  | 169  | 158  | 142  | 138  | 131  |
|               | 1968 | 1982 | 1990 | 2006 | 2013 | 2015 | 2017 | 2019 | 2020 | 2022 |